# JAL Express
JAL Express (JEX) (яп. 株式会社ジャル エクスプレス Кабусики-гайся Дзяру Экусупурэсу) — японская авиакомпания со штаб-квартирой в городе токийском международном аэропорту Ханэда, работающая в сфере регулярных и чартерных пассажирских перевозок на 24 маршрутах по аэропортам Японии от имени флагманской авиакомпании Japan Airlines. Компания эксплуатирует воздушный флот из 42 самолётов Boeing 737.
Портом приписки перевозчика и его главным транзитным узлом (хабом) является международный аэропорт Ханэда в Токио.
JAL Express является дочерним предприятиям флагманской авиакомпании Японии Japan Airlines (JAL) и аффилированным членом глобального авиационного альянса пассажирских перевозок Oneworld.
По итогам финансового года, окончившегося 31 марта 1999 года, JAL Express совместно с другими авиакомпаниями группы JAL Group перевезла 32 миллиона пассажиров и более 1,1 миллионов тонн грузов и почты.

## История
JAL Express (JEX) была основана 1 апреля 1997 года в качестве дочерней структуры флагманской авиакомпании Japan Airlines (JAL). Стартовый капитал компании составлял 5,8 миллионов иен, её деятельность изначально ориентировалась на обслуживание регулярных пассажирских маршрутов внутри страны, воздушный флот при этом составляли самолёты, взятые у JAL в мокрый лизинг (аренда лайнеров вместе с экипажами). Вместе с тем, предполагалось, что компания может выйти на рынок международных ближнемагистральных перевозок. 1 июля 1998 года JAL Express открыла свои первые маршруты из Осаки в Миядзаки и Кагосиму на двух самолётах Boeing 737-400, с бригадами иностранных пилотов и бригадами кабинных экипажей, работавшими по краткосрочным контрактам с JAL. Бортпроводники JAL Express носили корпоративное название «Sky Cast», в их задачи, помимо основных, входила обязанность уборки 150-местных пассажирских салонов во время стоянок самолётов между рейсами.
В июне 2000 года JAL Express перевезла своего миллионного пассажира. 14 ноября 2002 года Japan Airlines объявила о введение нового дизайна «The Arc of the Sun» для всех самолётов холдинга JAL Group. В апреле 2005 года авиакомпания получила свой первый McDonnell Douglas MD-81, пассажирский салон которого представлял собой 163-местную компоновку экономического класса. 1 апреля 2007 года JAL Express вместе с четырьмя другими дочерними перевозчиками авиакомпании Japan Airlines стала аффилированным членом глобального авиационного альянса пассажирских перевозок Oneworld. В тот же день JEX отметила свой десятилетний юбилей.
В январе 2008 года авиакомпания получила свой первый Boeing 737-800 в рамках программы обновления воздушного флота JAL Group. В мае следующего года были открыты международные маршруты в Ханчжоу и Шанхай из Осаки, а также в Ханчжоу из токийского международного аэропорта Нарита, впоследствии прекращённые.
9 июля 2010 года первой женщиной — командиром воздушного судна JAL Express стала Ари Фудзи.
С 27 марта 2011 года все рейсы авиакомпании выполняются в единой системе нумерации Japan Airlines.

## Маршрутная сеть
В январе 2013 года маршрутная сеть регулярных перевозок авиакомпании JAL Express охватывала следующие пункты назначения:
- Япония
  - Осима — аэропорт Амами
  - Ханамаки — аэропорт Ханамаки
  - Кагосима — аэропорт Кагосима
  - Кумамото — аэропорт Кумамото
  - Миядзаки — аэропорт Миядзаки
  - Нагоя — международный аэропорт Тюбу
  - международный аэропорт Осака
  - Сендай — аэропорт Сендай

### Маршруты по лизингу
Кроме собственных регулярных рейсов, JAL Express обслуживает региональные маршруты Japan Airlines по соглашению мокрого лизинга:
- Япония
  - Акита — аэропорт Акита
  - Осима — аэропорт Амами
  - Фукуока — аэропорт Фукуока
  - Хиросима — аэропорт Хиросима
  - Ханамаки — аэропорт Ханамаки
  - Идзумо — аэропорт Идзумо
  - Кагосима — аэропорт Кагосима
  - Китакюсю — аэропорт Кокура
  - Кобе — аэропорт Кобе
  - Коти — аэропорт Коти
  - Кумамото — аэропорт Кумамото
  - Мацуяма — аэропорт Мацуяма
  - Одзора — аэропорт Меманбецу
  - Миядзаки — аэропорт Миядзаки
  - Нагоя — международный аэропорт Тюбу
  - Ниигата — аэропорт Ниигата
  - Окаяма — аэропорт Окаяма
  - Окинава — аэропорт Наха
  - Осака
    - международный аэропорт Кансай
    - международный аэропорт Осака

  - Токусима — аэропорт Токусима
  - Саппоро — аэропорт Титосэ Новый
  - Сендай — аэропорт Сендай
  - Токио
    - международный аэропорт Нарита
    - международный аэропорт Ханэда

  - Убе — аэропорт Ямагути Убе

## Флот
В сентябре 2013 года воздушный флот авиакомпании JAL Express составляли 42 узкофюзеляжных самолёта Boeing 737-800, средний возраст парка — 3,8 года.

## JAL Mileage Bank
JAL Mileage Bank (JMB) — бонусная программа поощрения часто летающих пассажиров холдинга «JAL Group», распространяющаяся на авиакомпании Japan Airlines, JAL Express, Japan Transocean Air, Japan Air Commuter, J-Air и Ryukyu Air Commuter. Условия программы распространяются на всех партнёров JAL по глобальному авиационному альянсу пассажирских перевозок Oneworld, а также на Air France, China Eastern Airlines и Emirates Airline. Большинство участников бонусной программы являются членами уровней «JMB Fly On Program», элитные уровни программы предоставляются с присвоением членства в группе «JAL Global Club (JGC)».
Вступление в программу JAL Mileage Bank бесплатно, мили действительны по последний день месяца, следующего за периодом в 36 месяцев со дня совершения полёта, либо транзакции по карте в рамках совместных банковских программ. Членство в бонусной программе может быть аннулировано, если в течение 36 месяцев не было накоплено ни одной мили.

### JMB Fly On
Программа поощрения часто летающих пассажиров «JMB Fly On» имеет четыре уровня участия — «Crystal» (начальный), «Sapphire», «JGC Premier» и «Diamond», которые присваиваются в соответствии с количеством совершённых полётов за один календарный год. Классификационные баллы зарабатываются на рейсах авиакомпаний холдинга JAL Group и альянса Oneworld и используются для расчёта уровня членства в бонусной программе, включая понижения и повышения уровней в программе JMB Fly On. Владельцы высших уровней бонусной программы имеют максимальные привилегии, включая гарантированное место в экономическом классе на любой рейс авиакомпаний группы JAL, провоз сверхнормативного багажа, приоритет на листе ожидания, внеочередную регистрацию на рейс и доступ в залы повышенной комфортности компаний группы JAL и её партнёров. Календарный год в бонусной программе начинается 1 апреля и заканчивается 31 марта следующего года.

#### Crystal
«Crystal» («хрусталь») — начальный уровень бонусной программы «JMB Fly On», который присваивается при накоплении 30 000 баллов, либо при совершении 30 полётов и накоплении 10 000 баллов в течение календарного года. После двух месяцев со дня квалификации на уровень владельцы данного уровня имеют право на приоритет на листе ожидания, 50 % бонус на накапливаемые мили, доступ в залы повышенной комфортности на внутренних рейсах (при этом, за посещение этих залов снимаются бонусные мили с текущего счета), внеочередную регистрацию на стойках бизнес-класса (Executive Class) на международных направлениях, право регистрации на спецстойках «JGC» и приоритетное получение багажа на внутренних авиалиниях с билетами класса J и выше, дополнительно 10 кг багажа, приоритетную регистрацию и посадку на международные рейсы с билетами класса J и выше. В течение одного календарного года владелец уровня «Crystal» имеет право на 10 бесплатных повышений класса на рейсах группы JAL. Уровень «Crystal» полностью соответствует статусу «Ruby» в общей бонусной программе альянса Oneworld, привилегии которого распространяются на всех постоянных и аффилированных членов альянса.

#### Sapphire
Переход на уровень «Sapphire» («сапфир») происходит при накоплении 50 тысяч баллов, либо при совершении 50 полётов и накоплении 15 тысяч баллов. После двух месяцев со дня квалификации на уровень владельцам данного уровня начисляются увеличенные на 100 % бонусные мили. «Sapphire» предоставляет право на доступ в залы повышенной комфортности JAL и «Sakura» владельцу уровня и одному его спутнику, имеющему билет на рейс авиакомпаний группы JAL, право регистрации на стойках Первого класса на международных рейсах и на стойках «JGC» на внутренних рейсах авиакомпаний группы JAL, приоритетное получение багажа, возможность провоза до 20 кг дополнительного багажа. Членам уровня бонусной программы «Sapphire» предлагается вступить в программу «JAL Global Club» (см. ниже). В течение одного календарного года владелец уровня «Sapphire» имеет право на 20 бесплатных повышений класса на рейсах группы JAL. Уровень «Sapphire» полностью соответствует одноимённому статусу в общей бонусной программе альянса Oneworld, привилегии которого распространяются на всех постоянных и аффилированных членов альянса.

#### JGC Premier
При накоплении в течение календарного года 80 тысяч баллов, либо при совершении 80 полётов и накоплении 25 тысяч баллов, участник программы переходит на уровень «JGC Premier». После двух месяцев со дня квалификации на уровень владельцам данного уровня помимо привилегий предыдущего уровня участия предлагается сервис залов повышенной комфортности Первого класса для самого владельца и одного его спутника, имеющего билет на рейсы авиакомпаний группы JAL, право приоритетной регистрации на стойках Первого класса на внутренних и международных направлениях, право внеочередной посадки на рейсы. С апреля следующего года и в течение одного календарного года владелец уровня «JGC Premier» имеет право на 30 бесплатных повышений класса на рейсах группы JAL, получает три бесплатных купона на посещение «Sakura Lounge», купон на одни сутки в отелях — партнёрах JAL, пять купонов на посещение клубов «Century 21 Club» и один купон на цветочный подарочный набор. Уровень «JGC Premier» полностью соответствует статусу «Emerald» в общей бонусной программе альянса Oneworld, привилегии которого распространяются на всех постоянных и аффилированных членов альянса.

#### Diamond
Переход на высший уровень «Diamond» («Бриллиантовый») бонусной программы «Fly On» осуществляется при накоплении 100 тысяч баллов, либо при совершении 120 полётов и накоплении 35 тысяч баллов в течение одного календарного года. После двух месяцев со дня квалификации на уровень и в течение года, начиная со следующего апреля, владельцам этого уровня помимо привилегий предыдущего уровня участия предлагается возможность 40 бесплатных повышений класса на рейсах группы JAL, два купона на одни сутки каждый в отелях — партнёрах JAL и членская клубная карта «Century 21 Club». Уровень «Diamond» полностью соответствует статусу «Emerald» в общей бонусной программе альянса Oneworld, привилегии которого распространяются на всех постоянных и аффилированных членов альянса.

### JAL Global Club
Членам бонусной программы «JAL Global Club» предлагается эксклюзивное сервисное обслуживание с высшим уровнем меню и винной карты на рейсах авиакомпаний группы JAL, в залах повышенной комфортности Первого класса JAL, авиакомпаний — партнёров JAL по авиаальянсу Oneworld и другими партнёрами. Членами «JGC» становятся пассажиры, накопившие 50 тысяч баллов в течение календарного года, либо совершившие в течение года 50 полётов на рейсах авиакомпаний группы JAL и имеющими минимум 15 тысяч бонусных баллов. Программа предусматривает пожизненное членство.
Участники «JGC» автоматически получают уровень «Oneworld Sapphire» глобального альянса Oneworld.